# Карпинский, Павел Михайлович
Павел Михайлович Карпинский (7 [19] февраля 1843, Турьинские рудники, Пермская губерния — 18 июня [1 июля] 1907, Кыштым, Пермская губерния) — горный инженер, управляющий Омутнинского завода в 1880—1887 годах, Кыштымского завода в 1887—1901 годах.

## Биография
Родился 7 (19) февраля 1843 в селе Турьинские рудники в семье горного инженера Михаила Михайловича Карпинского и Елизаветы Гавриловны Карпинской (урождённой Пестеревой).
Начальное образование получил дома под руководством своей матери.
По достижении 14 лет был отправлен на учёбу в Корпус горных инженеров в Санкт-Петербург. Выехал из дома 9 (21) декабря 1856 года на лошадях до Москвы, а оттуда по Николаевской железной дороге в Петербург, где 2 (14) марта 1857 года сдал вступительные экзамены по закону Божию, русскому, французскому и немецкому языкам, по арифметике и географии. 4 марта 1857 года был зачислен в Горный корпус. Здесь же учились двоюродные братья Павла: Михаил (1858—1865), Алексей (1858—1865) и Александр Петрович Карпинский (1858—1866), а вот родной брат Валериан Михайлович Карпинский (1845—1881) не был принят по состоянию здоровья.
Корпус горных инженеров Павел Михайлович окончил 1 (13) июня 1864 года в звании подпоручик и был направлен в распоряжение главного начальника Уральских заводов, где проходил практику.
В июне 1865 года отправлен на Добрянский завод графини Строгановой испытывать 5 паровых котлов при действующих паровых машинах, с чем благополучно справился. Затем был направлен на Кушвинский завод, где приводил в порядок библиотеку и музей Кушвинского завода, а в 1866 году был назначен на должность горного смотрителя Кушвинского завода. Это должность ближайшего помощника и заместителя управляющего завода. В 1869 году, по распоряжению Главного горного начальника уральских заводов, отправлен на «Арсенал» в Петербург для изучения процесса обработки чугунных бомб свинцом. А затем на Путиловский завод для «технических занятий» с зачислением по Главному горному управлению «без содержания от казны».
В 1870 году назначен исполняющим обязанности управляющего в 1870—1872 годах, утверждённым управляющим в 1872—1875 годах Нижне-Исетского завода. Являлся смотрителем Березовских золотых промыслов в 1875 году, а с 13 (25) ноября 1875 года назначен управляющим Сысертскими заводами с зачислением по Горному управлению «без содержания от казны».
В 1880 году назначен управляющим Омутнинского горного округа по просьбе и предложению хозяина округа Н. П. Пастухова с жалованием в 10 тысяч рублей в год. Был управляющим на Омутнинском заводе в 1880—1887 годах.
В 1887 года владельцы Кыштымского горного округа переманили Павла Михайловича, предложив ему оклад в 20 тысяч рублей в год. Сразу после вступления в должность 29 мая 1887 года издал постановление о проведении технических занятий со служащими главного правления завода. На Верхнем Кыштыме работал клуб общества заводских служащих с библиотекой, где выписывались для бесплатного пользования около двух десятков журналов и газет.
В июне 1899 года принимал участие в уральской экспедиции Д. И. Менделеева, предоставил материал для книги «Уральская железная промышленность в 1899 году».
17 апреля 1901 года, согласно его прошению, приказом по Главному горному правлению был уволен со службы по горному ведомству «с мундиром и чином» с назначением пенсии из сумм эмеритальной кассы горного ведомства в размере 857 рублей 76 копеек плюс 840 рублей 60 копеек из сумм Государственного казначейства Пермской казённой палаты. Выйдя на пенсию, он продолжал жить в Кыштыме, консультировал молодых инженеров и помогал новому управляющему в руководстве округом.
В 1905 году П. М. Карпинский был вызван в Главное правление заводов в Санкт-Петербург, где он работал консультантом и некоторое время был его директором.
Умер 18 июня (1 июля) 1907 года на Кыштымском Заводе, похоронен на городском кладбище.

## Семья
В 1865 году Павел Михайлович женился на Елене Ивановне Морозовой, сестре русского живописца Александра Ивановича Морозова, дочери преподавателя рисования в Императорском училище правоведения Ивана Мартыновича Морозова.

## Награды
За свои достижения был неоднократно награждён:
- 1867 — переведён из подпоручиков в коллежские секретари;
- 26 декабря 1869 — орден Святого Станислава III степени «за отлично-усердную службу»;
- 1 июня 1870 — года титулярный советник указом Правительствующего сената «за выслугу лет»;
- 1876 — коллежский асессор;
- 1879 — надворный советник с правом старшинства;
- 1883 — коллежский советник;
- 1891 — статский советник;
- 1893 — орден Святого Станислава II степени за успешное участие Кыштымского горного округа во Всемирной выставке в Чикаго;
- 1896 — серебряная медаль «В память царствования императора Александра III»;
- 04.1897 — орден Святой Анны II степени за успешное участие Кыштымского горного округа в Стокгольмской выставке 1897 года;
- 1900 — золотая медаль Всемирной выставки в Париже, а Кыштымский горный округ получил высшую награду Гран-при по классу «мелкое металлургическое производство».